# Mélodie pour toi
Pour plus de détails, voir Fiche technique et Distribution.
Mélodie pour toi est un film français réalisé par Willy Rozier, sorti en 1942.

## Fiche technique
- Titre : Mélodie pour toi
- Réalisation et scénario : Willy Rozier
- Dialogues : Pierre Véry et Willy Rozier
- Photographie : Marcel Franchi
- Décors : Auguste Capelier et Georges Wakhévitch
- Musique : Raoul Moretti
- Société de production : Sport-Films
- Pays de production :  France
- Format :  Noir et blanc - 1,37:1 - 35 mm - son mono
- Genre : Drame
- Durée : 87 min
- Date de sortie : 
  - France : 11 novembre 1942
- Affiche : Albert Jorio (France)

## Distribution
- René Dary : René Sartène
- Katia Lova : Marie
- Gisèle Préville : Irène Daniel
- Pierre Stephen : Ferdinand
- Lucien Callamand : Monfort
- Milly Mathis : Maman Ninette
- Georges Péclet : Harris
- Paul Boissin : Jacques
- Jean-François Martial : le père Louis
- Lydie Valois